# Iwogumoa songminjae
Iwogumoa songminjae là một loài nhện trong họ Amaurobiidae.
Loài này thuộc chi Iwogumoa. Iwogumoa songminjae được Kap Yong Paik & Takeo Yaginuma miêu tả năm 1969.